# Josef Ort
Josef Ort (13. března 1856 Budyně nad Ohří — 22. března 1902 Praha) byl český podvodník a defraudant.
Od roku 1875 do konce života pracoval ve Svatováclavské záložně; v roce 1897 byl povýšen na vrchního účetního. Zčásti okázale, zčásti anonymně sponzoroval řadu vlasteneckých spolků a podniků, působil jako pokladník Národopisné výstavy 1895, roku 1900 byl zvolen za člena sboru obecních starších v Praze. Měl vynikající pověst u nadřízených i na veřejnosti. Po jeho náhlé smrti se ale zjistilo, že v záložně dlouhodobě a systematicky zpronevěřoval svěřené peníze a falšoval účetní výkazy, z velké části ve prospěch svůj a svých spolupachatelů, v důsledku čehož vkladatelé ztratili polovinu svých úspor. Po těchto odhaleních se z váženého vlastence stal v očích veřejnosti podvodník, který jen usiloval o vlastní moc a slávu na úkor ostatních.

## Život
Narodil se 13. března 1856 v Budyni nad Ohří v nemajetné rodině. Studoval na obchodní akademii; po jejím absolvování nastoupil 29. dubna 1875 jako praktikant do Svatováclavské záložny. Zde pracoval do konce života. 30. listopadu 1876 mu byla svěřena pokladna, 14. března 1884 se stal účetním. 23. září 1897, u příležitosti 25. výročí záložny, byl jmenován vrchním účetním. 17. května 1900 dostal od výboru gratulaci s díky za veškerou činnost.
Roku 1884 se oženil s herečkou Leopoldinou de Pauli (po svatbě Leopoldina Ortová). O tři roky později vyhrál hlavní výhru ve vídeňské komunální loterii, 169.642 zlatých. (Jistý obuvník, František Klabík, později tvrdil, že los byl původně jeho, dal ho v záložně do zástavy a Ort mu jej odcizil; své tvrzení ale nedokázal nijak doložit a nebralo se na něj nikdy zřetel.) Touto výhrou se zvýšilo Ortovo společenské postavení. Koupil několik domů a postupně věnoval množství peněz na různé kulturní a veřejné účely.
Na veřejnosti byl známý jako štědrý, ale skromný mecenáš, který netoužil po veřejném uznání. Slovy jednoho z nekrologů, „pan Ort dával možno říci plnými hrstmi a nikdo o tom nezvěděl“. Podporoval mladočeskou stranu. V redakci Národních listů anonymně složil 1000 zlatých na pomník mistra Jana Husa. Přispěl rovněž na náhrobek Josefa Baráka. Účastnil se Národopisné výstavy 1895 jako člen výboru a pokladník, přičemž nesl většinu podnikatelského rizika. (Jak se ale později ukázalo, způsobil výstavnímu výboru škodu z nedbalosti, když některé své úkoly svěřil podřízenému úředníku a ten část peněz zpronevěřil. Tento incident se ale podařilo před novináři utajit.) Svůj dům v Žitné ulici, který krátce předtím zakoupil, přenechal do užívání Prvnímu českému penzionátu pro dívky. 2. prosince 1900 byl zvolen za člena sboru obecních starších hl. m. Prahy, kde pracoval v několika komisích a neúspěšně se pokoušel o spojení všech mladočeských zastupitelů do jednoho klubu.
Před Vánoci 1901 onemocněl, ale vyléčil se.

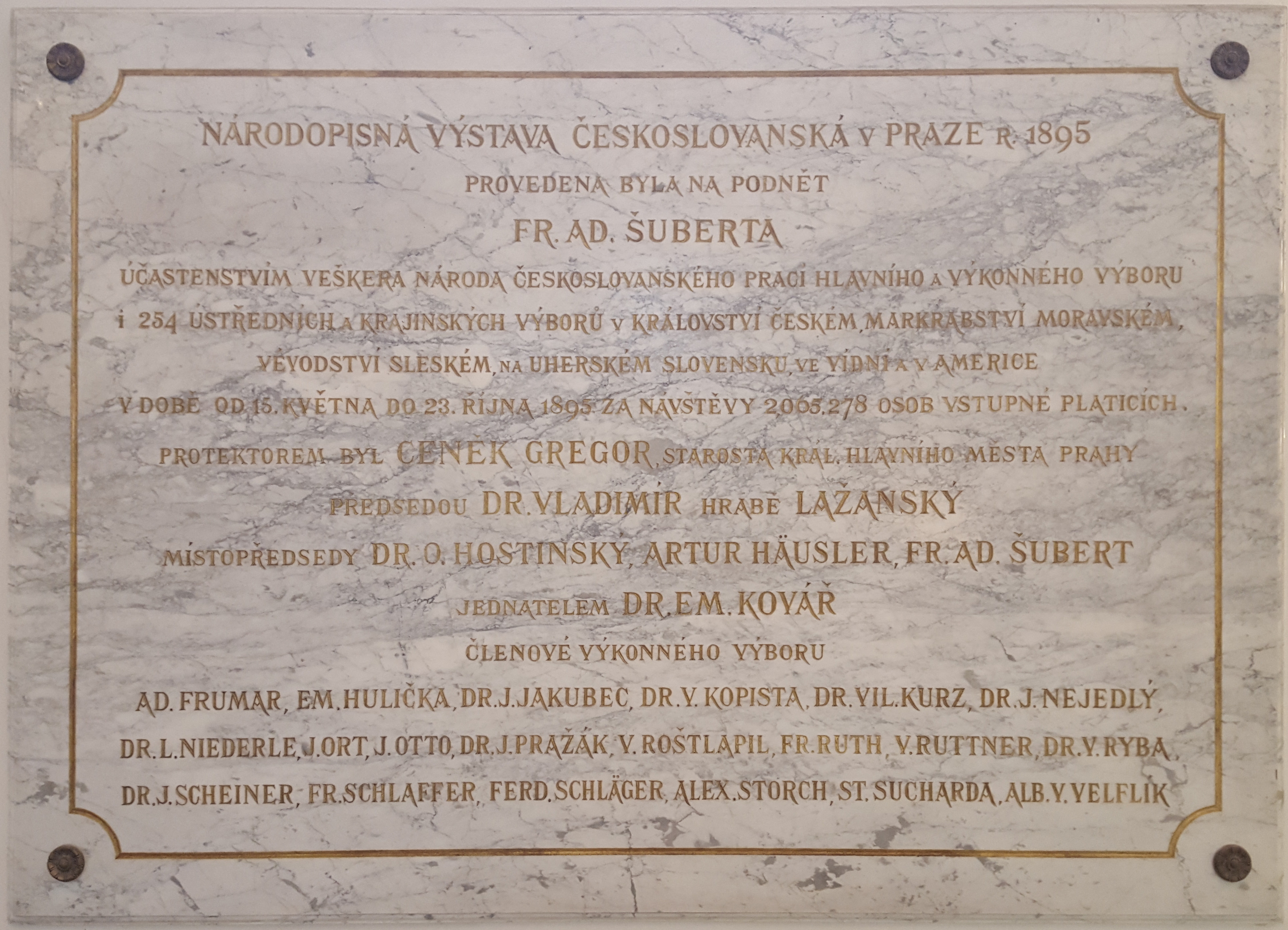
Pamětní deska v letohrádku Kinských, připomínající Národopisnou výstavu 1895. J. Ort je uveden jako člen výkonného výboru.

V sobotu 22. března 1902 po poledni nastoupil v Praze do vlaku, s tím, že stráví víkend ve své vile v Dobřichovicích. V kupé s ním jela paní Víšková, manželka vinohradského starosty, která cestovala do Všenor. Ve Vinohradském tunelu se mu náhle udělalo nevolno. Paní Víšková ho položila na sedadlo a když vlak zastavil na vinohradském nádraží, zavolala pomoc. Šest železničních zřízenců vyneslo Orta, který už nejevil známky života, šetrně do čekárny. Lékaři konstatovali smrt, zřejmě následkem mrtvice[nepřesný odkaz]; došlo přitom ke sporu, protože tři z nich — pražský, vinohradský a nuselský — se nemohli dohodnout, který z nich vystaví úmrtní list. (Jako místo úmrtí byla nakonec uvedena Praha, příčinou smrti podle záznamu v matrice bylo onemocnění ledvin a srdeční vada.)
O události byla informována manželka, která se ihned vypravila na Vinohrady. Ortovo tělo bylo převezeno do jejich bytu ve Štěpánské ulici a vystaveno na katafalku. Řada veřejných osobností a zástupců spolků vyslovila vdově soustrast — ať už osobně nebo telegraficky. Sochař Antonín Popp sňal zemřelému posmrtnou masku.
V pondělí 25. března se konal pohřeb v kostele svatého Štěpána. Po skončení obřadu šel průvod na Olšanské hřbitovy. Účastnil se např. pražský starosta Vladimír Srb se dvěma náměstky, městští zastupitelé, poslanec Josef Anýž, rektor Gabriel Blažek, vinohradský starosta Josef Víšek, zástupci Ústřední matice školské, Národní jednoty severočeské, gymnázia Minerva, členové Národního divadla, Sokola, Hlaholu a dalších spolků, po obou stranách ulice se shromáždilo množství lidí. Nad hrobem promluvil předseda Národopisného muzea František Adolf Šubert; velebil jeho obětavost a uvedl, že se jeho jméno objeví na pamětní desce se jmény významných mecenášů.

## Odhalení podvodů ve Svatováclavské záložně
Hlavní článek: Svatováclavská záložna
Po Ortově smrti se u něj v kapsách našlo 1924 zlatých v hotovosti, 185 zlatých ve zlatě, jedna obligace a 32 směnek. Ačkoliv bylo známo, že s sebou nosí větší obnosy, mnozí začali mít obavy o správnost jeho hospodaření v záložně. Navzdory obstrukcím dalších vyšších úředníků (zejména starosty Jana Drozda a ředitele Václava Kohouta) byla provedena revize, která odhalila množství úmyslných podvodů v účetních knihách. Zpravidla byly prováděny velmi jednoduše — Ort pokaždé připsal nebo vymazal číslici podle toho, jaké bilance chtěl dosáhnout. Někdy při převodu z jedné strany pokladní knihy na druhou uvedl na konci a na začátku různé částky. Celkem tak v letech 1881–1902 zpronevěřil v zastavárně záložny 884.894 korun. Podvody byly prováděny primitivním, jednoduchým způsobem, který mohl být komukoli patrný při pohledu do účetní knihy; nikdo ji ale nekontroloval. K prvnímu odhalení tak došlo až poté, co úředník Frühauf přebíral po Ortově smrti zastavárnu a ihned objevil schodek 17 tisíc korun.
Zástupci záložny po tomto zjištění požádali Leopoldinu Ortovou o úhradu, což ihned provedla. K její hrůze ale pokračující kontroly objevovaly další a další ztráty. Na jejich úhradu postupně odevzdala nejprve veškeré dědictví po manželovi (asi 400 tisíc korun) a nakonec i svůj vlastní majetek včetně pražského domu, obrazů a hudebních nástrojů; zůstal jí menší domek v Dobřichovicích a malá finanční částka k obživě. Byla velmi nešťastná, že navzdory této snaze ji Právo lidu dál (podle ní nespravedlivě) obviňovalo z účasti na podvodech, o kterých — podle svých tvrzení — nikdy nevěděla. Během stěhování z Prahy 6. března 1903 náhle onemocněla a následujícího dne dopoledne zemřela.
V listopadu a prosinci 1903 se konal soudní proces se šesti úředníky Svatováclavské záložny pro účast na podvodech a zpronevěrách. Podle žalobce byl Ort hlavním pachatelem; zneužil svého postavení účetního a pokladního v jedné osobě a falešnými zápisy v pokladní knize dosáhl, že mohl nekontrolovatelně odcizovat hotovost z pokladny. Choval se navíc nemorálně. Terorizováním úřednictva si zajišťoval poslušnost a mlčenlivost. Pro svého nadřízeného, ředitele Václava Kohouta (a občas i pro revizora Jindřicha Bílého) pořádal bohaté hostiny v prostorách záložny, někdy spojené s nadměrnou spotřebou alkoholu a návštěvou „dámské společnosti“. Když byl roku 1881 propuštěn nespolehlivý úředník Roman Čáslavský a následně způsobil škodu v Malostranské záložně, zaplatil za něj Ort s Kohoutem náhradu a do konce života († 1900) mu vypláceli pravidelnou rentu; zřejmě šlo o odměnu za mlčenlivost.
Podle názoru obžaloby se Ort dopustil zločinu podvodu a zpronevěry těžší kvalifikace, protože:
- porušil povinnost, kterou mu ukládala funkce vrchního účetního a předsedy zastavárny
- svedl další úředníky, zejména revizora Jindřicha Bílého, ke spoluvině (ten však nakonec nebyl odsouzen)
- svými činy způsobil úpadek záložny, který vedl k vážným důsledkům pro stovky lidí.[5]

Necelé dva roky po uveřejnění oslavného nekrologu se tak Ort posunul ve veřejném mínění na opačnou stranu: z váženého mecenáše se stal bezskrupulózním podvodníkem. Užíval si slávy za cizí peníze, nic významného ale nevykonal. Zbyly po něm především stovky lidí okradených o úspory.

## Rodina
- Manželka Leopoldina Ortová roz. de Pauli (1847-1903) byla herečka, viz výše.
- Syn Josef Ort mladší (1885-??)[15] úspěšně dokončil gymnázium a vystudoval práva.[8] Přitom mu pomáhal bývalý ředitel Národního divadla a Národopisného muzea František Adolf Šubert, dlouholetý rodinný přítel Ortových, který nad ním po otcově smrti převzal poručenství a svým závazkům čestně dostál i po propuknutí aféry, kdy mu spojení s podvodníkovou rodinou ohrožovalo společenské postavení.[8] Po získání doktorského titulu pracoval Josef Ort mladší nejprve jako soudní praktikant,[16] později jako zaměstnanec a od r. 1923 první tajemník Českého obchodního gremia. Byl také členem vedení Státního úvěrního ústavu a spolupracovníkem Národních listů.[8] Pokoušel se o kariéru rovněž jako hudební skladatel (opereta Žena nade vše, Městské divadlo Královských Vinohrad 20. února 1917).[17]